# کارل آر اکلوند
کارل اکلوند (انگلیسی: Carl R. Eklund؛ ۲۷ ژانویهٔ ۱۹۰۹ – ۳ نوامبر ۱۹۶۲) یک سیاح، جانورشناس، و پرنده‌شناس اهل ایالات متحده آمریکا بود. او در سال ۱۹۴۰ میلادی به همراه فین رون مشخص کرد که منطقه الکساندر در قطب جنوب یک جزیره است.